# Other Bands Play, Nanowar Gay!
Other Bands Play, Nanowar Gay! è stato l'album di debutto in Italia dei Nanowar of Steel.

## Descrizione
Sin dal primo album si sente la vena parodistica alla quale volevano andare a parare, qualche volta ispirandosi al gruppo heavy metal bolognese Gli Atroci. L'album presenta delle pietre miliari come la parodia di The Number of the Beast degli Iron Maiden divenuta "The Number of the Bitch" o "Entra l'Uomo di Sabbia" parodia appunto del brano Enter Sandman dei Metallica.

## Tracce
1. InTrue – 0:39
2. Tricycles of Steel – 4:05
3. True Metal of the World – 4:56
4. Burger – 0:55
5. King – 4:38
6. Introducing the Power (Potentia Magni Gladi Vobis) – 2:07
7. Power of the Power of the Power of the Power of the Power of the Power (of the Great Sword) – 0:08
8. Pino – 0:52
9. Metal-La-La-La – 4:50
10. Gioca Truè (Other Bands Play, Nanowar Gay!) (parodia di Gioca Jouer di Claudio Cecchetto) – 3:33
11. The Number of the Bitch (parodia di The Number of the Beast degli Iron Maiden) – 5:13
12. Entra l'Uomo di Sabbia (parodia italiana di Enter Sandman dei Metallica) – 4:55
13. Triumphant March of the Nanowarrior – 3:20
14. OuTrue – 2:31

Durata totale: 42:42

## Formazione
- Potowotominimak – voce, cori
- Mr. Baffo – voce, cori
- Mohamed Abdul – chitarra
- Gatto Panceri 666 – basso
- Uinona Raider – batteria